# Charlie Adlard
Charlie Adlard (Shrewsbury, 8 april 1966) is een Engelse striptekenaar. Adlard is het meest bekend van zijn werk aan de stripboeken Savage en The Walking Dead.
In de Verenigde Staten is Adlard vooral bekend van zijn werk aan de comicreeks gebaseerd op The X-Files, Astronauts in Trouble en The Walking Dead. Sinds 2004 is hij samen met Tony Moore verantwoordelijk voor de illustraties in The Walking Dead.

### Covers
- FutureQuake #5 (2005)

- Bibsys: 90937207
- Biblioteca Nacional de España: XX1316027
- Bibliothèque nationale de France: cb155481582 (data)
- Gemeinsame Normdatei: 1041249764
- International Standard Name Identifier: 0000 0001 0929 0313
- Library of Congress Control Number: no99024570
- Nationale Bibliotheek van Tsjechië: mzk2009535190
- Nederlandse Thesaurus van Auteursnamen: 146889061
- RKD-Nederlands Instituut voor Kunstgeschiedenis: 127889
- LIBRIS: 379774
- Système universitaire de documentation: 133668150
- Virtual International Authority File: 100852276
- WorldCat: E39PBJmhRmWR8gbm3h344p6kDq